# Primer gobierno de Javier Fernández
El primer gobierno de Javier Fernández fue la composición del Gobierno del Principado de Asturias entre mayo de 2012 y julio de 2015, siendo presidente  Javier Fernández Fernández (FSA-PSOE). Fue paralelo a la IX Legislatura de la Junta General del Principado de Asturias.

## Historia
En las elecciones autonómicas de 2011 el partido más votado es Foro Asturias, el cual inviste a su candidato Francisco Álvarez-Cascos como presidente, el cual formó un gobierno en minoría plenaria. Debido a las dificultades que tuvo para gobernar, convocó elecciones atipadas para el 25 de marzo de 2012.
Después de que la Federación Socialista Asturiana quedase como primera fuerza en la Junta General del Principado de Asturias tras las elecciones del 25 de marzo de 2012, Javier Fernández es investido como presidente del Principado de Asturias el 23 de mayo de 2012 tras recibir los votos de su partido además de los de Izquierda Unida y Unión Progreso y Democracia. Fernández accedió al cargo el día 25 de mayo de 2012. Los nuevos consejeros accedieron al cargo el día 28 de mayo de 2012.
El nuevo Consejo de Gobierno estuvo formado por 8 consejeros en total, todas ellos ligados al PSOE.

## Composición
| Primer gobierno de Javier Fernández Desde el 24 de mayo de 2012 hasta 23 de julio de 2015 |         |                                                                         |                                                                                           |                                            |
| Partido político                                                                          |         | Federación Socialista Asturiana (FSA-PSOE)                              | Federación Socialista Asturiana (FSA-PSOE)                                                | Federación Socialista Asturiana (FSA-PSOE) |
| Cargo                                                                                     | Titular | Titular                                                                 | Titular                                                                                   | Titular                                    |
| Presidente                                                                                |         | Javier Fernández Fernández 24 de mayo de 2012 - 26 de julio de 2015     |                                                                                           | [ 6 ]                                      |
| Presidencia                                                                               |         | Guillermo Martínez Suárez 24 de mayo de 2012 - 26 de julio de 2015      | [[File:2019 05 20-Reunion-Consejo-Gobierno-3.jpg\|1600px\|alt={{{Alt\|{{{descripción}}}]] | [ 7 ] [ 6 ]                                |
| Hacienda y Sector Público                                                                 |         | Dolores Carcedo García 24 de mayo de 2012 - 26 de julio de 2015         |                                                                                           | [ 8 ] [ 6 ]                                |
| Economía y Empleo                                                                         |         | Graciano Torre González 24 de mayo de 2012 - 26 de julio de 2015        |                                                                                           | [ 6 ]                                      |
| Educación, Cultura y Deporte                                                              |         | Ana González Rodríguez 24 de mayo de 2012 - 26 de julio de 2015         |                                                                                           | [ 6 ]                                      |
| Bienestar Social y Vivienda                                                               |         | Esther Díaz García 24 de mayo de 2012 - 26 de noviembre de 2014         |                                                                                           | [ 6 ]                                      |
| Bienestar Social y Vivienda                                                               |         | Graciela Blanco Rodríguez 26 de noviembre de 2014 - 26 de julio de 2015 |                                                                                           | [ 9 ] [ 6 ]                                |
| Sanidad                                                                                   |         | Faustino Blanco González 24 de mayo de 2012 - 26 de julio de 2015       |                                                                                           | [ 6 ]                                      |
| Fomento, Ordenación de Territorio y Medio Ambiente                                        |         | Belén Fernández González 24 de mayo de 2012 - 26 de julio de 2015       |                                                                                           | [ 6 ]                                      |
| Agroganadería y Recursos Autóctonos                                                       |         | María Jesús Álvarez González 24 de mayo de 2012 - 26 de julio de 2015   |                                                                                           | [ 10 ] [ 6 ]                               |